# Lepanthes ekmanii
Lepanthes ekmanii är en orkidéart som beskrevs av Rudolf Schlechter. Lepanthes ekmanii ingår i släktet Lepanthes och familjen orkidéer.
Artens utbredningsområde är Kuba. Inga underarter finns listade i Catalogue of Life.